# Helena Fernandes
Helena Maria Ferreira Fernandes, née le 19 octobre 1967 à Rio de Janeiro, est une actrice brésilienne.